# イェナゴア
イェナゴア(Yenagoa)はナイジェリア南東部のバイエルサ州の州都。
2006年の人口は約26.6万人で、面積は約700km2。
イジョ人の故郷で、彼らは州の多数派である。
1996年に州都になった。
en:Bayelsa United F.C.が所属する。